# Iguanura wallichiana
Iguanura wallichiana là loài thực vật có hoa thuộc họ Arecaceae. Loài này được (Mart.) Becc. mô tả khoa học đầu tiên năm 1886.